# Hilltop Lakes
Hilltop Lakes – jednostka osadnicza w Stanach Zjednoczonych, w stanie Teksas, w hrabstwie Leon.